# اريك فروليش
اريك فروليش (بالإنجليزية: Eric Froehlich)‏ هو لاعب بوكر أمريكي، ولد في 9 فبراير 1984 في فيلادلفيا في الولايات المتحدة.